# Adam Szkodny
Adam Szkodny (ur. 12 marca 1925 w Jadownikach, zm. 27 sierpnia 2019 w Katowicach) – lekarz, chirurg, urolog, prof. dr hab. nauk medycznych.

## Życie prywatne
Urodził się 12 marca 1925 roku w Jadownikach w rodzinie rolników Jana i Anieli z domu Japa. Żonaty jest od 1954 roku. Ze związku małżeńskiego ma dwóch synów – Grzegorza i Marcina. Zmarł 27 sierpnia 2019 roku w Katowicach. Związany ze Szczyrkiem.

## Nauka
W 1938 roku Szkodny ukończył szkołę powszechną w Jadownikach, po czym kontynuował naukę w gimnazjum w Brzesku. Edukacja została przerwana na skutek wybuchu II wojny światowej, w okresie której Szkodny pracował w warsztacie ślusarskim. W 1943 roku, w czasie aresztowań członków Armii Krajowej, dwukrotnie został postrzelony przez gestapo. Po zakończeniu wojny wrócił do gimnazjum. W 1947 roku ukończył liceum.
W latach 1948–1953 studiował medycynę na Wydziale Lekarskim Akademii Medycznej w Krakowie. 24 listopada 1953 roku uzyskał dyplom lekarza.

## Kariera zawodowa
W listopadzie 1953 roku otrzymał posadę na Oddziale Chirurgicznym Instytutu Onkologii w Krakowie. W 1954 roku otrzymał stypendium z zakresu urologii i przeniósł się do Katowic, gdzie 1 maja 1954 roku zaczął pracę na Oddziale Urologicznym w Szpitalu Specjalistycznym nr 2. Pracował pod kierunkiem docentów Antoniego Szczerbo, Jana Falkowskiego i Jerzego Zielińskiego. W 1955 roku zrobił specjalizację pierwszego stopnia z chirurgii, w 1959 roku – specjalizację drugiego stopnia z urologii. Równocześnie w latach 1954–1959 Szkodny pracował jako lekarz zakładowy w hucie „Baildon”, kierował Miejską Przychodnią Urologiczną w Katowicach do 1976 roku oraz pracował w Przychodni PKP. Staż zaowocował napisaniem dysertacji Ropomocz po wyłuszczeniu gruczolaka stercza, napisanej pod kierunkiem profesora Józefa Gasińskiego. Po jej obronie 17 lutego 1963 roku otrzymał tytuł doktora medycyny uchwałą Rady Wydziału Lekarskiego Śląskiej Akademii Medycznej.
W 1964 roku Oddział Urologiczny Szpitala Specjalistycznego nr 2 został przekształcony w Klinikę Urologiczną Śląskiej Akademii Medycznej. Szkodny otrzymał stanowisko starszego asystenta, następnie adiunkta.
W drugiej połowie lat sześćdziesiątych Szkodny przebywał na stażu w Instytucie Urologicznym w Londynie, w 1969 roku – na szkoleniu w klinikach urologicznych w Montrealu i Toronto.
W latach 1968–1984 Szkodny kierował Oddziałem Urologicznym w Specjalistycznym Szpitalu nr 2 w Katowicach. Prowadził także działalność naukowo-badawczą i dydaktyczną. W 1968 roku obronił rozprawę habilitacyjną Badania doświadczalne nad zastosowaniem jelita grubego w plastyce moczowodu i pęcherza moczowego. Stopień doktora habilitowanego nauk medycznych w zakresie urologii otrzymał 17 października 1968 roku. 1 maja 1971 roku został docentem Śląskiej Akademii Medycznej, a 1 lutego 1979 roku otrzymał tytuł profesora nadzwyczajnego.
Po przejściu na emeryturę 1 września 1984 roku Szkodny pełnił obowiązki kierownika I Katedry i Kliniki Urologicznej. 16 stycznia 1985 roku został mianowany na kierownika. 18 lutego 1988 roku otrzymał tytuł profesora zwyczajnego.

## Dorobek naukowy
W ciągu swojej kariery naukowej Szkodny zajmował się badaniami nad przerostem gruczolaka stercza, zwężaniem cewki moczowej, urazami i uszkodzeniami dróg moczowych. Przeprowadzał zabiegi endoskopowe guzów pęcherza moczowego, wdrażał nowe metody operacyjne. Jako pierwszy w Polsce zastosował metodę usuwania gruczolaka stercza za pomocą elektroresekcji przezcewkowej, która zaowocowała w powstanie kilku rozpraw doktorskich, napisanych pod kierunkiem Szkodnego, wygłoszenie na zjazdach urologicznych wielu referatów oraz napisanie opracowań naukowych na ten temat. Do osiągnięć naukowych Szkodnego należy także wdrożenie metody leczenia zwężeń cewki moczowej za pomocą uretrotomii wewnętrznej. W ciągu swojej pracy zawodowej Szkodny wykonał ten zabieg u kilkuset chorych. Ponadto opracował metodę przeszczepiania uszkodzonych moczowodów, polegającą na poprzecznym zszyciu podłużnej rany operacyjnej pęcherza moczowego. Metoda umożliwiła przeszczep obu moczowodów przy uszkodzeniu dolnych ich odcinków.
Jest autorem siedemdziesięciu i współautorem osiemdziesięciu czterech artykułów naukowych, które zostały opublikowane w czasopismach polskich. Ponadto jest autorem trzech i współautorem siedemnastu artykułów, wydanych w czasopismach zagranicznych. Jest jednym z autorów podręcznika Urologia, wydanego pod redakcją Jerzego Zielińskiego. Współpracował także przy wydaniu skryptu dla studentów Zarys urologii.

## Praca dydaktyczno-wychowawcza
W ramach pracy dydaktyczno-wychowawczej Szkodny prowadził ćwiczenia, seminaria i wykłady z zakresu urologii dla studentów piątego roku Wydziału Lekarskiego. Brał udział w szkoleniu podyplomowym organizowanym przez Wojewódzki Ośrodek Doskonalenia Kadr Medycznych, kursach dla lekarzy, zleconych przez Centrum Medyczne Kształcenia Podyplomowego. Szkodny wypromował szesnaście prac doktorskich, trzy prace habilitacyjnych, był recenzentem szesnastu prac doktorskich, czterech rozpraw habilitacyjnych i pięciu wniosków o tytuł profesora.
Od 1958 roku jest konsultantem Wojewódzkiego Szpitala Ministerstwa Spraw Wewnętrznych i Administracji w Katowicach. Od 1976 roku jest jednym ze specjalistów w zakresie urologii w byłych województwach katowickim, opolskim, częstochowskim i bielskim, gdzie nadzorował staże lekarskie z zakresu urologii.

## Działalność społeczna
Szkodny od 1972 roku jest członkiem Międzynarodowego Towarzystwa Urologicznego, od 1982 roku – Europejskiego Towarzystwa Urologicznego, od 1974 roku – członkiem Zarządu Głównego, a w latach 1968–1995 był przewodniczącym Polskiego Towarzystwa Urologicznego Oddziału Katowickiego. W latach 1983–1995 był członkiem Zarządu Głównego Polskiego Towarzystwa Lekarskiego.
Brał udział w wielu konferencjach, sympozjach i zjazdach naukowych w Polsce i za granicą. Wygłaszał wykłady w Austrii, byłej Czechosłowacji, Francji, Hiszpanii, Holandii, Japonii, Kanadzie, kilkakrotnie w Niemczech, Włoszech, Stanach Zjednoczonych, Australii.
W latach 1985–1991 Szkodny był członkiem Senatu Śląskiej Akademii Medycznej, w latach 1980–1992 – członkiem Komisji Dyscyplinarnej Śląskiej Akademii Medycznej, Polskiego Towarzystwa Przyjaźni Sztuk Pięknych w Krakowie, w latach 1954–1990. Zainicjował budowlę nowej siedziby I Katedry i Kliniki Urologicznej w Katowicach.

## Odznaczenia
Szkodny został odznaczony między innymi Krzyżami Oficerskim i Kawalerskim Orderu Odrodzenia Polski, Złotym Krzyżem Zasługi.